# Дональд (Вашингтон)
Дональд (англ. Donald) — переписна місцевість (CDP) в США, в окрузі Якіма штату Вашингтон. Населення — 172 особи (2020).

## Географія
Дональд розташований за координатами 46°28′25″ пн. ш. 120°23′32″ зх. д. / 46.47361° пн. ш. 120.39222° зх. д. (46.473604, -120.392106).  За даними Бюро перепису населення США в 2010 році переписна місцевість мала площу 2,37 км², уся площа — суходіл.

## Демографія
Згідно з переписом 2010 року, у переписній місцевості мешкала 91 особа в 36 домогосподарствах у складі 26 родин. Густота населення становила 38 осіб/км².  Було 41 помешкання (17/км²).
Расовий склад населення:
| - 61,5 % — білих - 7,7 % — корінних американців - 5,5 % — азіатів - 19,8 % — осіб інших рас |

До двох чи більше рас належало 5,5 %. Частка іспаномовних становила 36,3 % від усіх жителів.
За віковим діапазоном населення розподілялося таким чином: 19,8 % — особи молодші 18 років, 62,6 % — особи у віці 18—64 років, 17,6 % — особи у віці 65 років та старші. Медіана віку мешканця становила 43,5 року. На 100 осіб жіночої статі у переписній місцевості припадало 106,8 чоловіків;  на 100 жінок у віці від 18 років та старших — 97,3 чоловіків також старших 18 років.
Цивільне працевлаштоване населення становило 0 осіб. 